# جوناثان يونغ (عالم نفس)

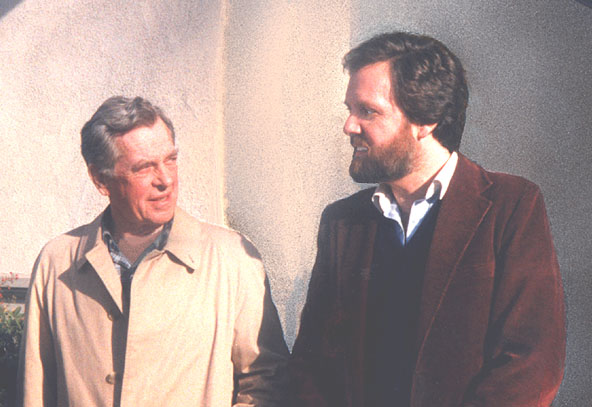
جوزيف كامبل مع جوناثان يونغ، 1985.

جوناثان يونغ (بالإنجليزية: Jonathan Young)‏ (من مواليد 29 سبتمبر 1944) عالم نفسي أصبح المنسق المؤسس لأرشيف جوزيف كامبل.
كان واحدًا من ستة أطفال في عائلة كثيرة السفر. قرأ والديه وناقشوا تقاليد كل مكان قاموا بزيارته، مثل حورية البحر الصغيرة في كوبنهاغن، وزمار هاملين في هاملين، والليالي العربية في بغداد، وبوذا في الهند واليابان.
ركزت دراساته العليا على علم نفس القصص، وشملت العمل مع فيكتور فرانكل، ورولو ماي، وأبراهام ماسلو، وكارل روجرز. حصل على درجة الدكتوراه في علم النفس العيادي من جامعة أليانت الدولية.

## روابط خارجية
- جوناثان يونغ (عالم نفس) على موقع IMDb (الإنجليزية)
- جوناثان يونغ (عالم نفس) على موقع ميوزك برينز (الإنجليزية)
- جوناثان يونغ (عالم نفس) على موقع قاعدة بيانات الفيلم (الإنجليزية)

- Biography
- Jonathan Young في قاعدة بيانات الأفلام على الإنترنت